# Caridina solearipes
Caridina solearipes is een garnalensoort uit de familie van de Atyidae. De wetenschappelijke naam van de soort is voor het eerst geldig gepubliceerd in 1997 door Guo & De Grave.